# Templo Birla

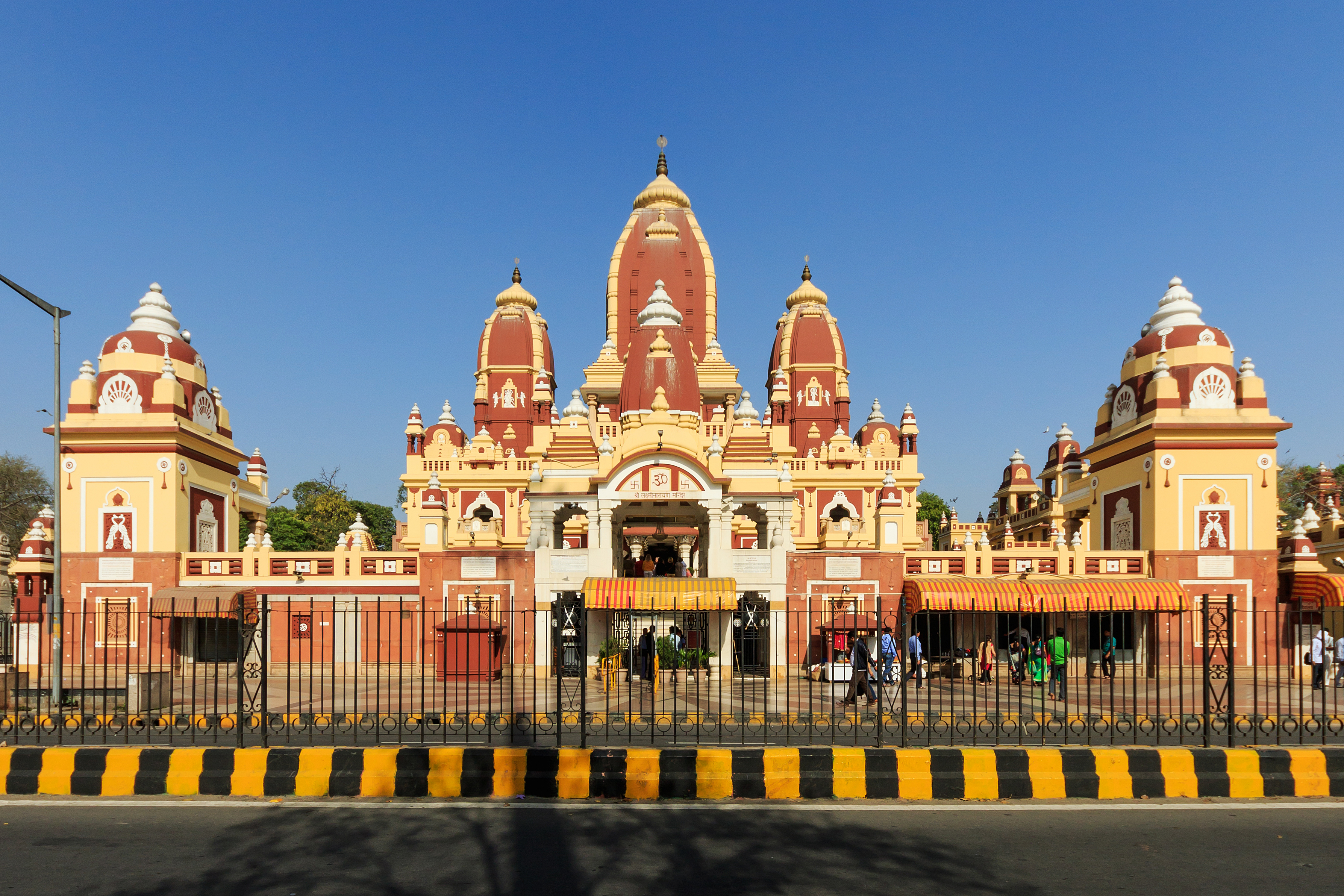
Birla Mandir, Delhi

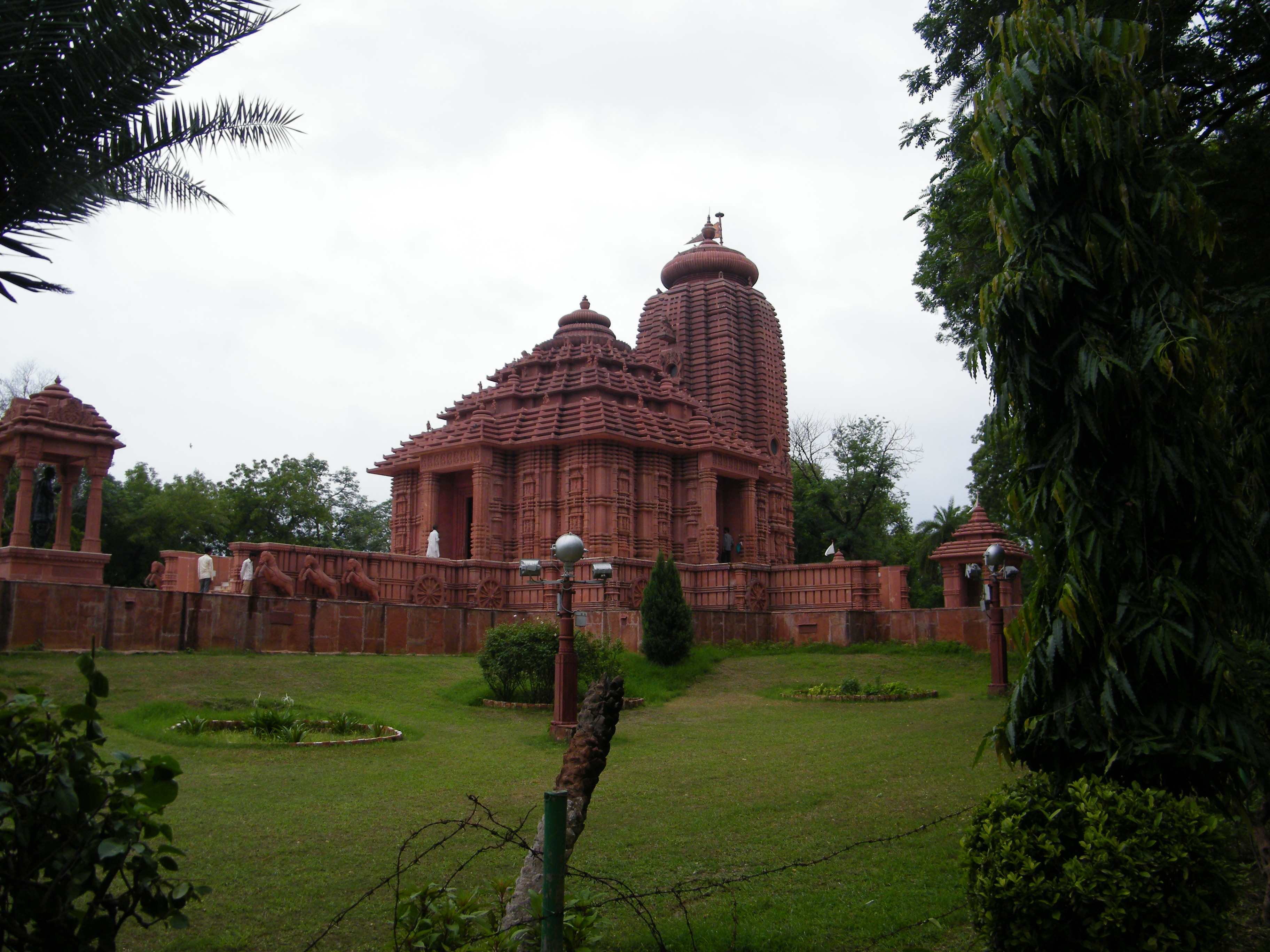
Templo del Sol inspirado en Konark, Gwalior

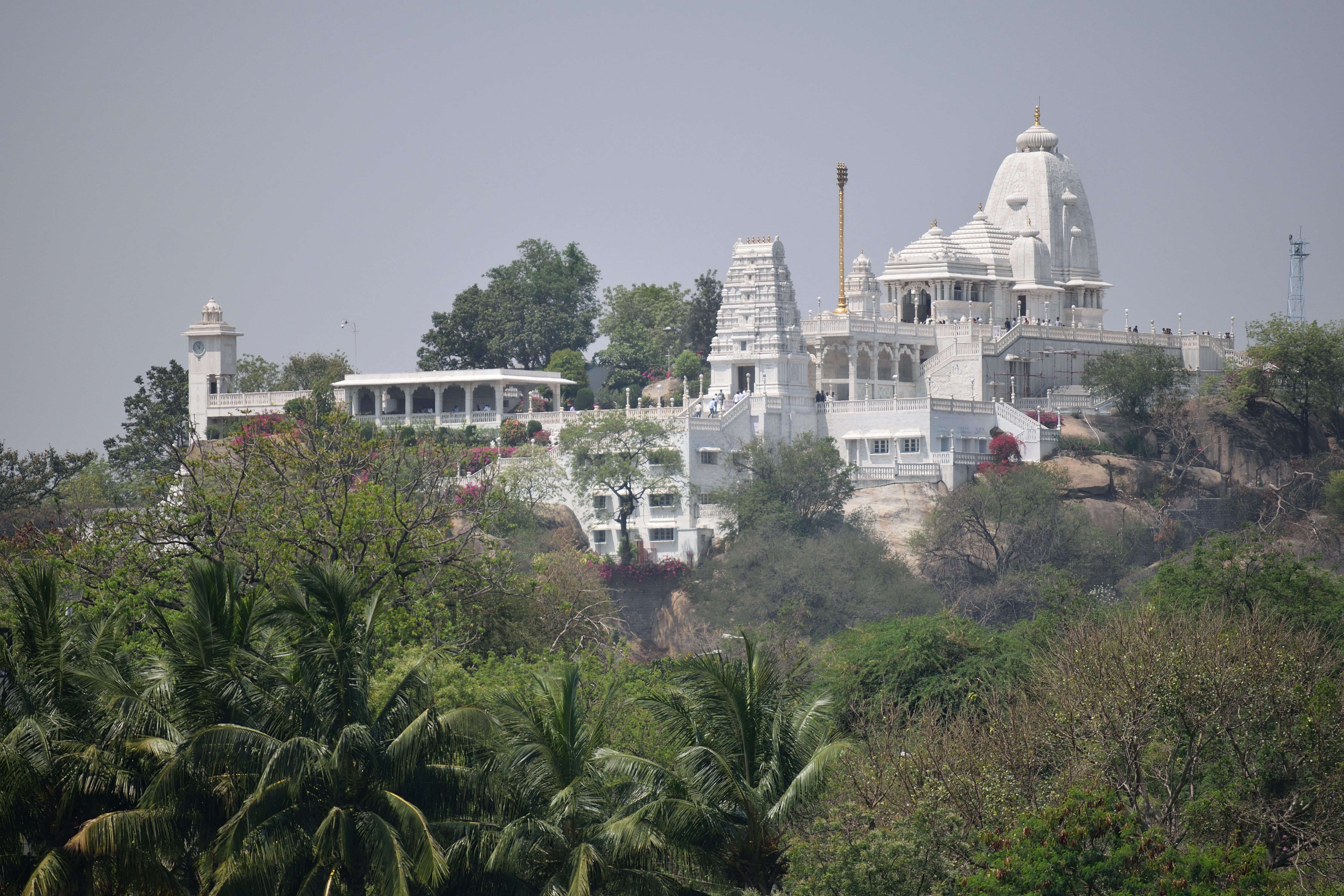
Birla Mandir en Hyderabad

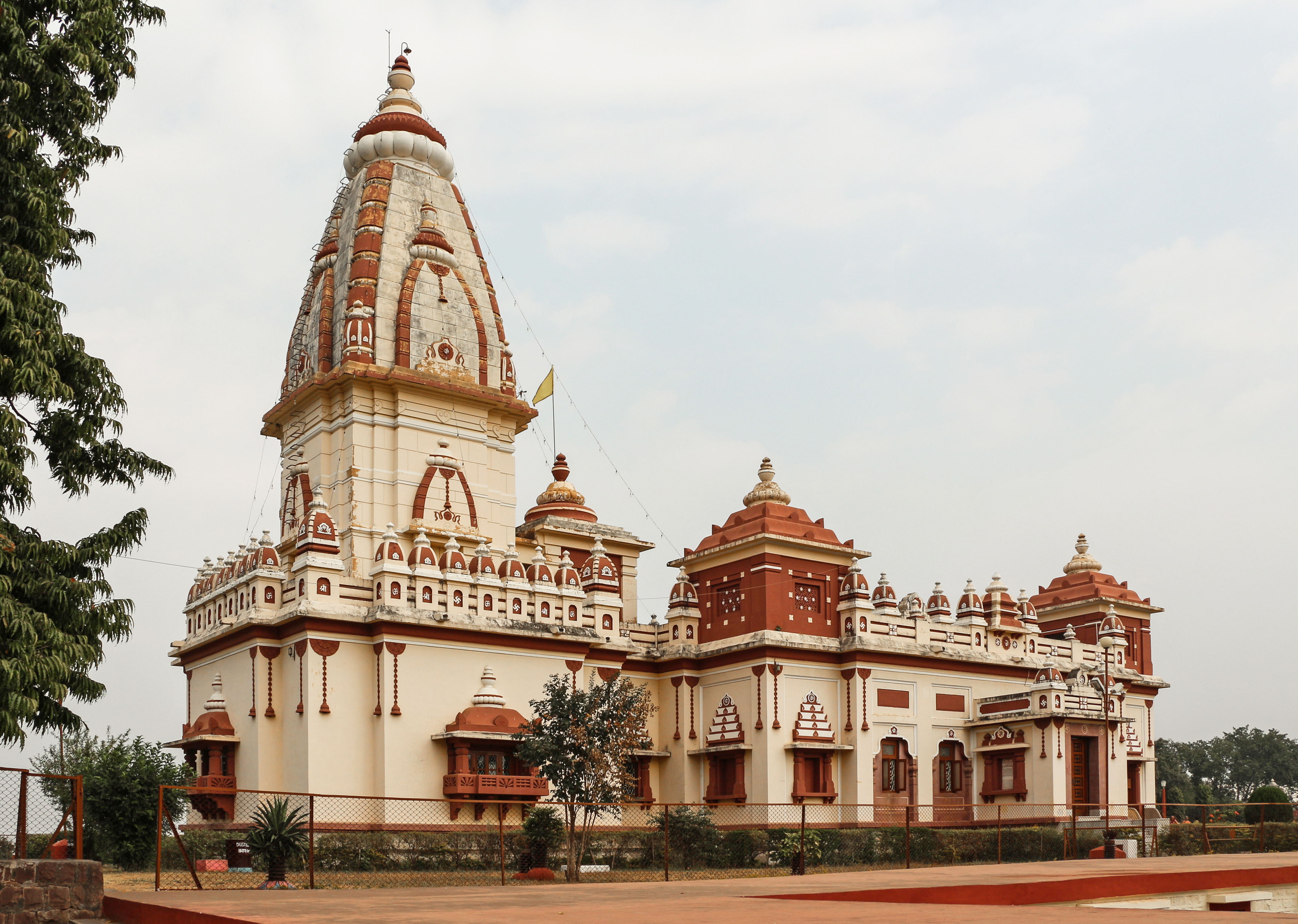
Birla Templo en Arera Cerros, Bhopal.

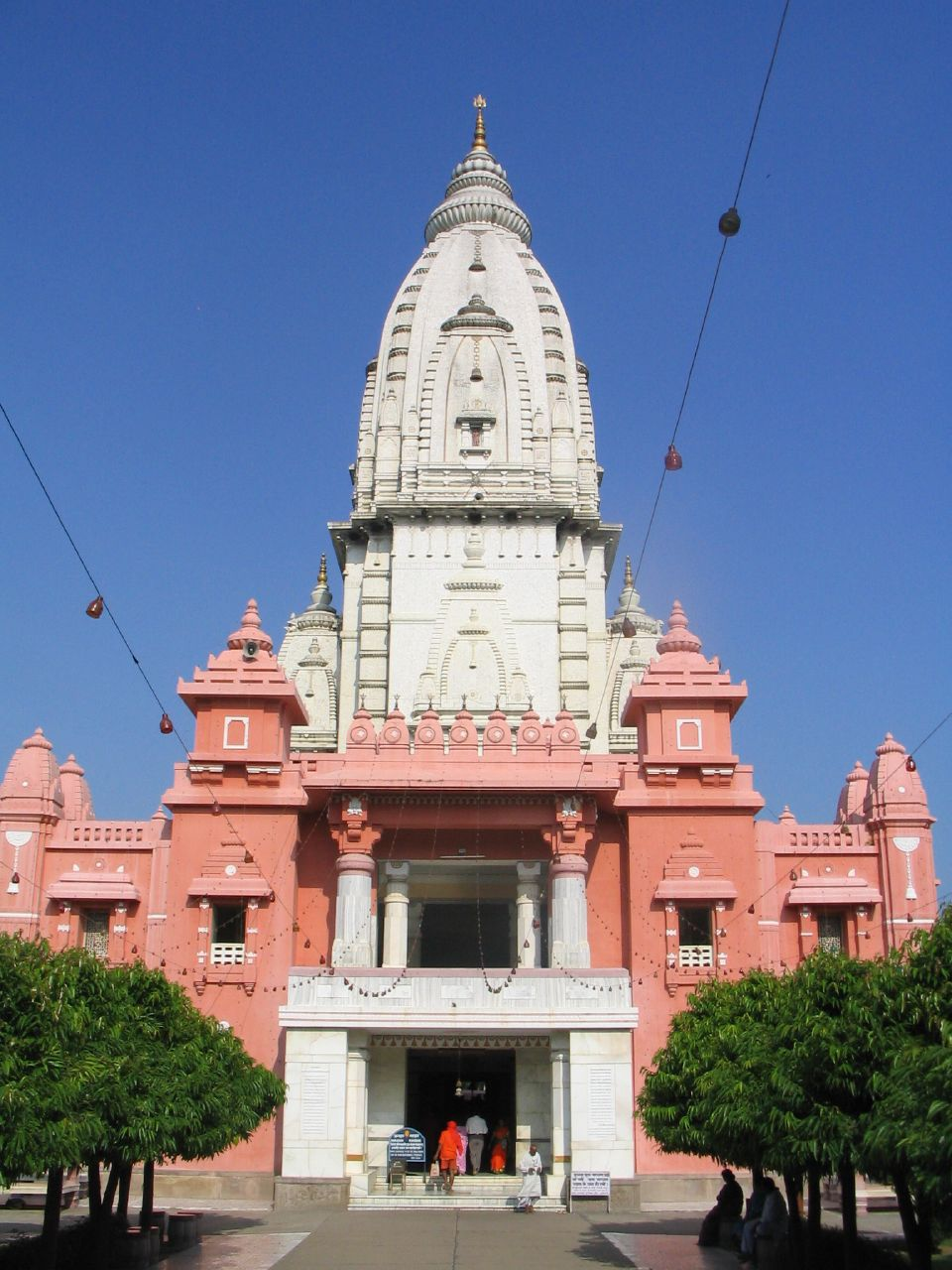
Shri Vishwanath Mandir también conocido como Birla Mandir en el campus UniversitarioBanaras Hindu, en Varanasi.

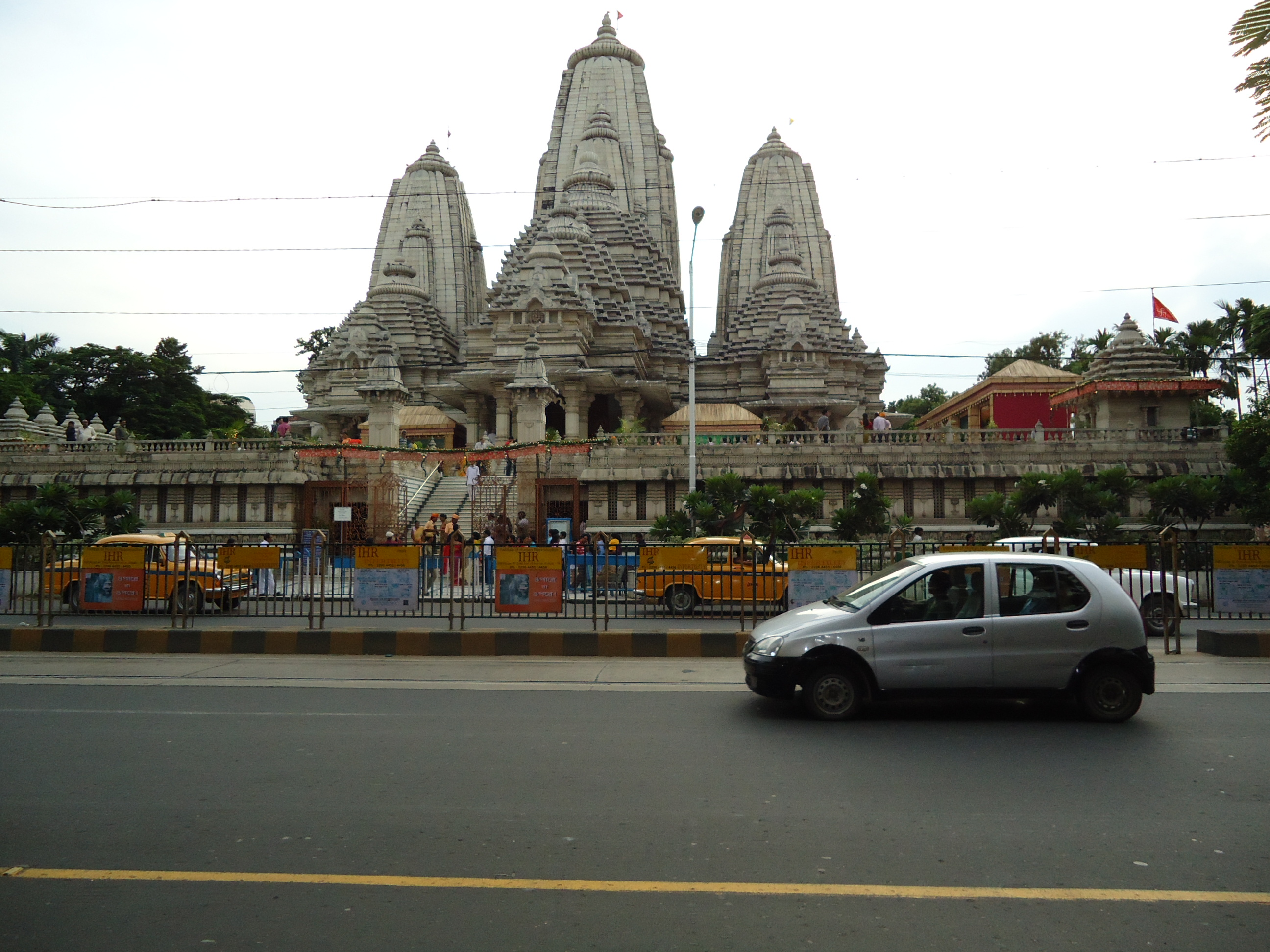
Birla Mandir, Calcuta

El templo Birla  (Birla Manir) se refiere a diferentes  templos hindúes o Mandirs construidos por la familia Birla en diferentes ciudades. Todos estos templos son magníficamente construidos, algunos de ellos en mármol blanco o en arenisca. Los templos son generalmente localizados en una ubicación prominente, cuidadosamente diseñada para acomodar un gran número de visitantes. La adoración y los discursos están bien organizados. El primer templo fue construido en 1939 en Delhi por Ghanshyamdas Birla junto con sus hermanos, así como su padre. Los templos posteriores han sido construidos y están dirigidos por diferentes ramas de la familia.

## Historia y Diseño
Los templos Birla en Delhi y Bhopal se pretendía que llenaran un vacío. Delhi, aun siendo la capital de India, no tenía templos notables. Durante el  periodo mogol, los templos con shikharas estuvieron prohibidos hasta el periodo mogol tardío. El templo de Delhi, localizado en un sitio prominente estuvo diseñado para ser elevado y espacioso, propio para la adoración de congregaciones o la realización de discursos. A pesar de que construyó utilizando tecnología moderna, se basó en el estilo Nagar. Los templos de Delhi, Banarés y Bhopal utilizan un estilo moderno.
Los templos más recientes están construidos de mármol o arenisca y están construidos en el clásico estilo (Chandela o Chaulukya) de los siglos X al XII. El templo Saraswati, en el campus BITS Pilani es uno de los pocos templos Sarasvati construidos en tiempos modernos.  Se ha dicho que es una replica del templo Kandariya Mahadeva, templo de Khajuraho; aun así  está construido de mármol blanco y adornado  no solo con imágenes de dioses, sino también de filósofos y científicos.  El  templo del Sol Gwalior es una replica del famoso Templo del Sol  de Konark, como habría figurado antes del derrumbamiento de la torre principal.  Anne Hardgrove afirma:

Una cadena nacional de templos Birla, templos de grandiosa escala y diseño, ha llegado a convertirse en un hito y parte del paisaje de la vida urbana india de finales del siglo XX. Los templos Birla existen conjuntamente con otras grandes empresas industriales y filantrópicas de la rica familia Birla, incluyendo instituciones importantes de tecnología, medicina, y educación.  Los templos Birla han redefinido la religión para conformarse a ideales modernos de filantropía y humanitarismo, combinando la adoración de una deidad con una institución pública que contribuye a sociedad civil.  Las formas arquitectónicas de los dos templos más recientes (Jaipur y Calcuta) incorporan innovadoras, estructuras de propósito dual en el diseño del templo  que alteran las prácticas del templo para reflejar las preocupaciones de la cultura pública moderna en un lugar religioso.

## Birla Mandirs en India
| Imagen | Templo                      | Año         | Ubicación     | Deidad          |
| ------ | --------------------------- | ----------- | ------------- | --------------- |
|        | Birla Mandir                | 1931-1966   | Varanasi      | Shiva           |
|        | Templo Laxminarayan         | 1939        | Delhi         | Lakshmi Narayan |
|        | Birla Mandir                | 1941 - 1961 | Kanpur        | Lakshmi Narayan |
|        | Birla Mandir                | 1952        | Kurukshetra   | Krishna         |
|        | Birla Mandir (Sharda Peeth) | 1956-1960   | BITS Pilani   | Saraswati       |
|        | Birla Mandir                | 1957        | Kurnool       | Laskhmi Narayan |
|        | Birla Mandir                | 1960        | Bhopal        | Lakshmi Narayan |
|        | Tulsi Birla Manas Mandir    | 1964        | Varanasi      | Carnero         |
|        | Birla Mandir                | 1965        | Shahad        | Vithoba         |
|        | Renukeshaw Mahadev Templo   | 1972        | Renukoot      | Shiva           |
|        | Birla Mandir                | 1966-1976   | Hyderabad     | Venkateswara    |
|        | Birla Mandir                | 1976-1996   | Kolkata       | Radha Krishna   |
|        | Birla Mandir                | 1984-1988   | Gwalior       | Surya           |
|        | Birla Mandir                | 1988        | Jaipur        | Lakshmi Narayan |
|        | Birla Mandir                |             | Patna         | Lakshmi Narayan |
|        | Birla Mandir                |             | Akola         | Rama            |
|        | Birla Mandir                |             | Nagda         | Vishnu          |
|        | Birla Mandir                |             | Alibaug       | Ganesha         |
|        | Birla Mandir                |             | Brajarajnagar | Laxmi Narayanan |